# Puchar Świata w skokach narciarskich w Gstaad
Puchar Świata w skokach narciarskich w Gstaad odbywał się z przerwami od sezonu 1979/1980 do sezonu 1989/1990. Zawody w Gstaad były drugimi zawodami w Turnieju Szwajcarskim. Ogółem zaplanowano na normalnej skoczni siedem konkursów (sześć razy odbywało się normalnie, raz odwołano konkurs).

## Medaliści konkursów PŚ w Gstaad
| Lp | Data             | K   | Uwagi | 1 miejsce     | 2 miejsce     | 3 miejsce         |
| -- | ---------------- | --- | ----- | ------------- | ------------- | ----------------- |
| 1. | 29 lutego 1980   | K88 | TS    | Hansjörg Sumi | Roger Ruud    | Hubert Neuper     |
| 2. | 23 stycznia 1981 | K88 | TS    | Johan Sætre   | Armin Kogler  | Roger Ruud        |
| 3. | 28 stycznia 1983 | K88 | TS    | Horst Bulau   | Roger Ruud    | Ernst Vettori     |
| 4. | 15 lutego 1985   | K88 | TS    | odwołany      | odwołany      | odwołany          |
| 5. | 21 lutego 1986   | K88 | TS    | Ernst Vettori | Rolf Åge Berg | Matti Nykänen     |
| 6. | 22 stycznia 1988 | K88 | TS    | Pavel Ploc    | Miran Tepeš   | Jens Weißflog     |
| 7. | 9 lutego 1990    | K88 | TS    | František Jež | Miran Tepeš   | Ari-Pekka Nikkola |